# 有肩石斧
有肩石斧，或稱作有肩鏟形器，是磨製石器的一種，外形略呈鏟狀，下端斧口寬而上端柄部窄，刃邊帶有弧度，於靠近柄部的器物上半可見明顯轉折，如同肩膀的樣子，因而得名。為臺灣史前時期圓山文化最具特色的器物之一，在東亞地區，具有肩部特徵的器物另有有肩石錛、有肩石鏟、有肩石拍等分布。

## 器物功用
學者認為肩部應該是一種功能性而非裝飾性的設計，它的功用在於可以在器物柄部利用繩索額外加裝平行於刃部的長柄，由於肩部彎折的外形，使繩索綑綁地更加牢靠，方便於使用者握持運用。至於有肩石斧的使用方式，學者大多認為應該如同現代的斧頭一樣，是種橫向揮舞進行劈砍使用的工具。但也有認為較像是用來下挖、向後扒的農具。

## 分布概況
臺灣曾發現有肩石斧出土的遺址，包括臺北的圓山遺址、芝山岩遺址和劍潭遺址；基隆的社寮島遺址、埔里遺址、軍功遺址、營埔遺址；臺南的新豐牛稠子遺址；高雄的大湖遺址和桃仔園遺址；臺東的呂家遺址等。有肩石斧的分布遍布於臺灣全島，但出土數量普遍不多。除了臺灣之外，在環太平洋許多地區也都有發現。

## 來源探討
有學者針對有肩石斧與有段石錛進行研究，發現有肩的石器在中南半島成形，往北至中國境內逐漸變為與臺灣北部較為相似的斧形器，然而，沿著東南沿海往北，其出現頻率卻漸漸減少並消失。亦有學者比較臺灣北部及南部的大坌坑文化遺址之器物出土情形，提出北部出現有段石錛，但不見有肩石斧，與河姆渡文化有較近的類緣性；而南部的南關里遺址出現有肩石斧，卻不見有段石錛，與中國福建、廣東地區則有較強的類似性。整體而言，目前學者們對於其來源及文化意義等問題仍未有定論。